# Juan Ortiz de Zárate (bispo)
Juan Ortiz de Zárate (1581 – 24 de abril de 1646) foi um prelado católico romano que serviu como bispo de Salamanca (1645–1646).

## Biografia
Juan Ortiz de Zárate nasceu em Aranda do Douro em 1581. No dia 14 de maio de 1645, foi escolhido pelo Rei da Espanha e confirmado pelo Papa Inocêncio X como Bispo de Salamanca. A 30 de novembro de 1645, foi consagrado bispo por Diego Arce Reinoso, bispo de Plasencia, tendo Miguel Avellán, bispo titular de Siriensis, e Pedro Orozco, bispo titular de Temnus, a servir como co-consagradores. Serviu como bispo de Salamanca até à sua morte a 24 de abril de 1646.